# Anish Giri
Anish Giri (Sant Petersburg, 28 de juny de 1994) és un prodigi dels escacs neerlandès. Va aconseguir obtenir el títol de Gran Mestre el 2009 a l'edat de 14 anys, 7 mesos, i 2 dies.
A la llista d'Elo de la FIDE del maig de 2023, hi tenia un Elo de 2768 punts, cosa que el situava com a 6è millor jugador del món (en actiu), i com a número 1 d'entre els jugadors dels Països Baixos. El seu màxim Elo va ser de 2797 punts, a la llista de febrer de 2015 (posició 5 al rànquing mundial).

## Biografia
Giri és fill de pare nepalès (Sanjay Giri), i de mare russa (Olga Giri), i va néixer a Sant Petersburg, Rússia. El 2002, va anar a viure al Japó amb els seus pares. Mentre residia allà, tornava regularment a visitar Sant Petersburg. Des de febrer del 2008, Giri i la seva família viuen als Països Baixos, a la ciutat de Rijswijk. Té dues germanes, Natasha i Ayusha. El 18 de juliol de 2015 es va casar amb la Gran Mestre Femení georgiana Sopiko Guramishvili.

## Resultats destacats en competició
El desembre de 2014, fou subcampió del primer Qatar Masters amb una puntuació de 7 de 9 (el campió fou Yu Yangyi).
El gener del 2015 fou segon al 77è Torneig Tata Steel amb 8½ de 13, els mateixos que Maxime Vachier-Lagrave, Wesley So i Liren Ding, i a mig punt del vencedor i campió del món Magnus Carlsen.
El juliol del 2015 revalida és de nou campió del Països Baixos en fer 5½ de 7, un punt més que el segon classificat Loek Van Wely.
El desembre de 2015 fou tercer del London Chess Classic 2015 en liderar juntament amb Magnus Carlsen i Maxime Vachier-Lagrave amb 5½ de 9 i perdre la primera ronda del play-off de desempat contra Maxime Vachier-Lagrave per 1 a 2 (el campió fou Magnus Carlsen). El 2017 es proclamà campió de l'Obert d'escacs de Reykjavík.
Del 13 al 28 de gener de 2018, Giri va jugar el 80è Tata Steel. Hi va empatar al primer lloc amb Magnus Carlsen, amb una puntuació de 9/13 (+5−0=8). Carlsen va derrotar Giri 1½–½ al desempat a ràpides, guanyant així el torneig per sisè cop, rècord absolut.
El gener de 2019 fou segon a la 81a edició del torneig Tata Steel, mig punt per sota del campió, Magnus Carlsen.
El gener de 2021 fou segon al torneig de superelit Tata Steel de 2021, perdent en el desempat contra el seu compatriota Jorden van Foreest en un playoff Armageddon.

### Participació en olimpíades d'escacs
En Giri ha participat, representant els Països Baixos, en tres Olimpíades d'escacs entre els anys 2010 i 2014 (amb un total de 20 punts de 29 partides, un 69,0%). Ha aconseguit dues medalles de plata, a l'edició de 2010 en el quart tauler i a l'edició de 2014 en el primer tauler.